# الطريقة البيرامية

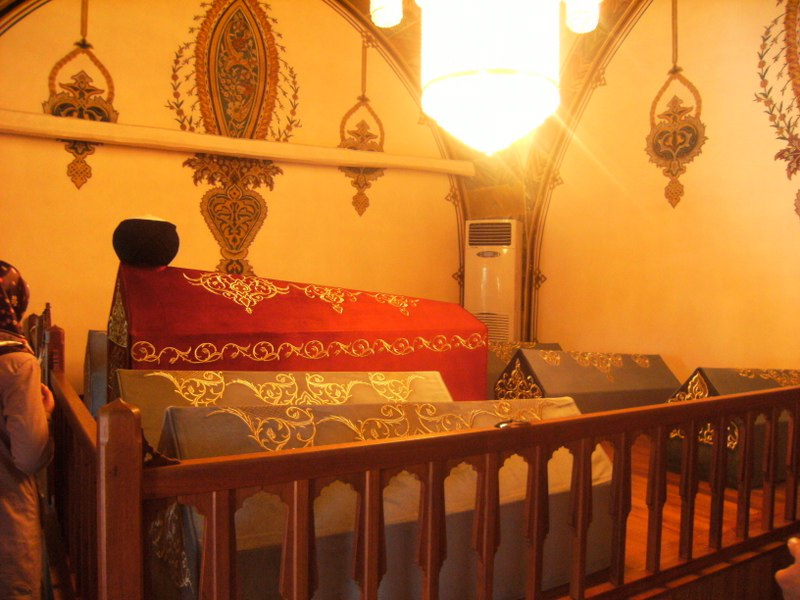

الطريقة البيرامية أو الطريقة البايرامية (بالتركية العثمانية: بايراميلك. وباللغة التركية: Bayramilik) هي إحدى الطرق الصوفية التي تنسب إلى مؤسسها حاجي بيرام ولي. وقد كانت هذه الطريقة «تنتهج الفكر الصفوي في مسلكها الصوفي»، وانقسمت الى عدة فروع بعد وفاة مؤسسها.